# Succineoidei
Succineoidei è un infraordine di molluschi gasteropodi dell'ordine Stylommatophora.

## Tassonomia
L'infraordine Succineoidei comprende due superfamiglie, ciascuna con una sola famiglia:
- Superfamiglia Athoracophoroidea P. Fischer, 1883
  - Athoracophoridae P. Fischer, 1883

- Superfamiglia Succineoidea Beck, 1837
  - Succineidae Beck, 1837